# Zabriddia
Zabriddia (ukr. Забріддя) – wieś na Ukrainie, w obwodzie żytomierskim, w rejonie żytomierskim. W 2001 liczyła 621 mieszkańców, wśród których 617 jako ojczysty język wskazało ukraiński, a 4 rosyjski.